# Hugo Guillamón
Hugo Guillamón Sanmartín (sinh ngày 31 tháng 1 năm 2000) là một cầu thủ bóng đá chuyên nghiệp người Tây Ban Nha thi đấu ở vị trí hậu vệ hoặc trung vệ cho câu lạc bộ La Liga Valencia và đội tuyển quốc gia Tây Ban Nha.

## Thống kê sự nghiệp

### Câu lạc bộ
Tính đến ngày 10 tháng 11 năm 2022
| Club         | Season       | League             | League | League | Cup  | Cup   | Continental | Continental | Other | Other | Total | Total |
| Club         | Season       | Division           | Apps   | Goals  | Apps | Goals | Apps        | Goals       | Apps  | Goals | Apps  | Goals |
| ------------ | ------------ | ------------------ | ------ | ------ | ---- | ----- | ----------- | ----------- | ----- | ----- | ----- | ----- |
| Valencia B   | 2017–18      | Segunda División B | 11     | 0      | —    | —     | —           | —           | —     | —     | 11    | 0     |
| Valencia B   | 2018–19      | Segunda División B | 29     | 1      | —    | —     | —           | —           | —     | —     | 29    | 1     |
| Valencia B   | 2019–20      | Segunda División B | 17     | 1      | —    | —     | —           | —           | —     | —     | 17    | 1     |
| Valencia B   | Total        | Total              | 57     | 2      | 0    | 0     | 0           | 0           | 0     | 0     | 57    | 2     |
| Valencia     | 2019–20      | La Liga            | 6      | 0      | 0    | 0     | —           | —           | —     | —     | 6     | 0     |
| Valencia     | 2020–21      | La Liga            | 25     | 1      | 2    | 0     | —           | —           | —     | —     | 27    | 1     |
| Valencia     | 2021–22      | La Liga            | 31     | 1      | 6    | 1     | —           | —           | —     | —     | 37    | 2     |
| Valencia     | 2022–23      | La Liga            | 13     | 1      | 0    | 0     | —           | —           | 0     | 0     | 13    | 1     |
| Valencia     | Total        | Total              | 75     | 3      | 8    | 1     | 0           | 0           | 0     | 0     | 83    | 4     |
| Career total | Career total | Career total       | 132    | 5      | 8    | 1     | 0           | 0           | 0     | 0     | 140   | 6     |

### Quốc tế
Tính đến ngày 27 tháng 9 năm 2022
| Đội tuyển quốc gia | Năm       | Trận | Bàn |
| ------------------ | --------- | ---- | --- |
| Tây Ban Nha        | 2021      | 1    | 1   |
| Tây Ban Nha        | 2022      | 2    | 0   |
| Tổng cộng          | Tổng cộng | 3    | 1   |

Tính đến ngày 8 tháng 6 năm 2021
Bàn thắng và kết quả của Tây Ban Nha được để trước.
| # | Ngày               | Địa điểm                                                 | Đối thủ | Bàn thắng | Kết quả | Giải đấu |
| - | ------------------ | -------------------------------------------------------- | ------- | --------- | ------- | -------- |
| 1 | 8 tháng 6 năm 2021 | Sân vận động Municipal de Butarque, Leganés, Tây Ban Nha | Litva   | 1–0       | 4–0     | Giao hữu |